# Primer gobierno de Alberto Lleras Camargo
El primer gobierno de Alberto Lleras Camargo, se dio entre el 7 de agosto de 1945 y el 7 de agosto de 1946, a raíz de su designación para el cargo para completar el periodo del segundo gobierno de Alfonso López Pumarejo.

## Llegada al poder
Con López fuera del gobierno, el Congreso designó a Lleras como presidente, y se posesionó el 7 de agosto de 1945, días después de la renuncia de López.
Con 39 años, fue el presidente más joven del país (omitiendo a Francisco de Paula Santander con 27 años en 1820). También fue el primero nacido en el siglo XX (n. 1906) y el primero en llegar ilegítimamente al poder, descontando el golpe de Rojas Pinilla en 1957.
Lleras asumió el poder cuando en el mundo se vivían las últimas acciones bélicas de la Segunda Guerra Mundial, la llamada Guerra del Pacífico.

## Gabinete ministerial
| Ministerio                                        | Imagen                   | Nombre                     | Partido                        | Inicio              | Final               | Referencias |
| ------------------------------------------------- | ------------------------ | -------------------------- | ------------------------------ | ------------------- | ------------------- | ----------- |
| Ministerio de Gobierno                            |                          | Absalón Fernández de Soto  | Partido Liberal Colombiano     | 7 de agosto de 1945 | 7 de agosto de 1946 |             |
| Ministerio de Hacienda y Crédito Público          |                          | Francisco de Paula Pérez   | Partido Conservador Colombiano | 7 de agosto de 1945 | 7 de agosto de 1946 |             |
| Ministerio de Educación                           |                          | Germán Arciniegas          | Partido Liberal Colombiano     | 7 de agosto de 1945 | 7 de agosto de 1946 |             |
| Canciller (Ministro de Relaciones Exteriores)     |                          | Fernando Londoño y Londoño |                                | 7 de agosto de 1945 | 7 de agosto de 1946 | [ 4 ]       |
| Ministerio de Guerra                              |                          | Luis Tamayo                |                                | 7 de agosto de 1945 | 7 de agosto de 1946 |             |
| Ministerio de Correos y Telégrafos                |                          | Luis García Cadena.        |                                | 7 de agosto de 1945 | 7 de agosto de 1946 |             |
| Ministerio de Economía Nacional                   |                          | Luis Tamayo                |                                | 1945                |                     |             |
| Ministerio de Economía Nacional                   |                          | José Luis López            |                                | 1945                |                     |             |
| Ministerio de Minas y Petróleos                   |                          | Alberto Camacho Angarita   |                                |                     |                     |             |
| Ministerio de Minas y Petróleos                   | Carlos de Mendoza Vargas |                            |                                |                     |                     |             |
| Ministerio de Obras Públicas                      |                          | Álvaro Díaz S.             |                                | 7 de agosto de 1945 | 7 de agosto de 1946 |             |
| Ministerio de Trabajo, Higiene y Previsión Social |                          | Adán Arriaga Andrade       |                                |                     |                     |             |
| Ministerio de Trabajo, Higiene y Previsión Social |                          | Jorge Bejarano             |                                |                     |                     | [ 6 ]       |

## Política interna
También bajo su mandato fue concluida la reforma constitucional de 1945. Propuso el respeto por la democracia y buscó reconciliar a los partidos bajo la participación electoral.

### Creación de la Unión de Trabajadores de Colombia
Ante la presión de la Iglesia Católica y el partido Conservador, creó la Unión de Trabajadores de Colombia (UTC), con el fin de contrarrestar las crecientes huelgas obreras en el país, y evitar la influencia comunista en los sindicatos.

## Economía

### Fundación de la Flota Mercante Grancolombiana
Durante su gobierno fue fundada, junto a Venezuela y Ecuador, la Flota Mercante Grancolombiana, como consecuencia directa de la Segunda Guerra Mundial, y que fue consolidada por su sucesor Ospina Pérez en 1946.

## Elecciones de 1946
Fue imparcial en el conflicto que sufrió su partido, ya que para las elecciones de 1946 se presentaron dos candidatos liberalesː el oficial Gabriel Turbay y el disidente Jorge Eliecer Gaitán. La debilidad del liberalismo llevó a que fuera elegido el conservador Mariano Ospina Pérez, a quien él le entregó el poder el 7 de agosto de 1946. terminando así la República Liberal.